# Childers (Australie)
Pour les articles homonymes, voir Childers.
Childers  (1 350 habitants) est une localité du Queensland en Australie. Elle est située à 310 km au nord de Brisbane et à 52 km au sud-ouest de Bundaberg, à l'intersection de la Bruce Highway et de l'Isis Highway.
Son économie repose d'abord sur l'agriculture (canne à sucre, fruits, légumes), accessoirement sur le tourisme grâce à un certain nombre de vieilles maisons.